# Ruellia golfodulcensis
Ruellia golfodulcensis là một loài thực vật có hoa trong họ Ô rô. Loài này được Durkee miêu tả khoa học đầu tiên năm 1986.